# زوي جيني
زوي جيني هي كاتِبة سويسرية، ولدت في 16 مارس 1974 في بازل في سويسرا.

## وصلات خارجية
- زوي جيني على موقع مونزينجر (الألمانية)